# Днюха!
«Днюха!» — российский комедийный фильм режиссёра Романа Каримова о приключениях молодого человека Антона, который после дня рождения своего бывшего одноклассника оказывается запертым в квартире незнакомой девушки. Премьера фильма в России состоялась 23 августа 2018 года.

## Сюжет
Перед тем, как сделать значимый шаг в отношениях со своей девушкой Мариной, Антон планирует приехать к своему бывшему однокласснику на день рождения. Однако на праздник он приехал без спутницы, так как его школьные друзья не ладят с Мариной, ревнуя Антона. Когда парень оказывается запертым в квартире незнакомой девушки после днюхи, а видеоролик о его приключениях нашумел в сети, ситуация выходит из под контроля.

## В ролях
- Эльдар Калимулин — Антон Баженов
- Данила Чванов — Паша Колокольцев
- Алина Титова — Марина Максимова
- Никита Санаев — Кирилл Лобанов
- Ангелина Семашкова — Натаха
- Виктория Иванькова — Женя
- Евгения Годунова — Поля, брюнетка
- Ирина Савакова — Ирина
- Яна Василевская — Яна
- Игорь Бровин — отец Марины Максимовой
- Мила Ершова — Ксюша
- Владимир Тимофеев — отец Антона Баженова
- Ирина Аугшкап – мама Антона Баженова

## Критика
Фильм вызвал неоднозначную оценку кинокритиков.